# 東岡遊廓
東岡遊廓（ひがしおかゆうかく）は、現在の奈良県大和郡山市東岡町にあたる旧生駒郡郡山町大字東岡町にかつて存在した遊廓。正式には東岡町遊廓（ひがしおかまちゆうかく）といい、大正時代後期には、岡町遊廓、岡町新地とも名乗っていた。

## 概要
東岡町は郡山城下町の南部、奈良と大阪を結ぶ奈良街道沿いに立地する。明治政府に公認された遊廓の一つで、市内の洞泉寺遊廓とともに大和郡山市の公認遊廓であった。なお、奈良県の公認遊廓は、奈良市の「木辻」「瓦堂（前身は元林院）」、大和郡山市の「洞泉寺」、「東岡町」の４つで、奈良四遊廓という。
1921年（大正10年）に、近畿鉄道の前身である大阪電気軌道（大軌）が現在の橿原線を開通し、郡山停留所（現在の近鉄郡山駅）を開設した。これを契機に、東岡町では、金魚養殖・海外輸出で財を成した人らが従来の花街の西側に「岡町新地」を開発し木辻遊廓を凌ぐほどの隆盛を迎えた。戦後も赤線（特殊飲食店街）として営業が続けられ、売春防止法施行まで合法的な営業が行われていた。売春防止法施行以降、東岡町は旅館や雀荘、その他風俗業へ転業したが、密かに違法な売買春が続けられており、バブル期には東南アジア系の女性らに売春を強要していた。しかし1989年（平成元年）、違法売買春強要の一斉摘発を受け、実質的な東岡町の遊廓史は幕を閉じた。
2024年（令和6年）10月、東岡町のシンボルとなっていた三階建妓楼建築が行政代執行により解体され、2025年3月（令和7年）現在、空き地となっている。

## 歴史

### 江戸後期から明治まで
東岡町は、郡山藩の郡山城下町南西に位置する柳町大門に隣接する外町で、奈良から大阪へ至る奈良街道沿いに立地する。ここは郡山城下町の入口でもあるため、近世には旅籠屋が軒を並べ、その中には最盛期17軒の「煮売渡世」の店があった。
奈良県の知識人でもあった水木十五堂（要太郎）によると、幕末維新期から明治初期、奈良街道沿いには「菊屋・坂井・魚平・大みか・米浜など十軒ばかりの店があった」といい、ここには芸妓と二枚鑑札の娼妓がおり「菊屋の「小米」や坂井の「叶」など芸達者な芸妓がいて、舞さらへなども盛んであった」としている。
1899年（明治32年）、東岡町の貸座敷は4軒・娼妓は5人であったが、芸妓は20人以上居たことがわかっている。しかし1905年（明治38年）には、娼妓が0人となってしまい、郡山町（現在の大和郡山市）では娼妓がいるのは洞泉寺遊廓、芸妓がいるのは東岡町といった棲み分けがなされることとなった。このころ、東岡町では「浪花節芸妓」という流行芸妓のグループが結成され「郡山を代表するもの、金魚、御殿桜、浪花節芸妓」と世人に讃えられた。

### 大正〜昭和初期
1914年（大正3年）の新聞記事には「高等官連の昼帰り」というものがあり、当時の奈良県庁職員の中には近くの奈良市元林院町の芸妓街に行かず、わざわざ東岡町まで足を延ばして遊ぶ者が多かったことがわかる。人気の東岡町芸妓による「浪花節」を聞くためにおそらく通っていたのだろう。
同年、東岡町の屋台骨を揺るがす大きな出来事があった。生駒トンネルの大工事が完了し、現在の近鉄奈良線が開通したのである。大阪の上本町と奈良市が生駒町を経由して直通で結ばれ、路線から外れた郡山町は蚊帳の外に置かれる格好となった。芸妓街として発展した東岡町にとって、新しく開設された現在の生駒駅（大軌生駒停留所）周辺の芸妓街開発は大きな痛手となった。これ以降、生駒芸妓は東岡町芸妓と競合し、大阪からの多くの遊客が生駒へと流れてしまう事態となったためである。
大正中期頃まで、東岡町は「岡町遊廓」と名乗っており、店は5〜6軒で推移していたことが当時の新聞に掲載された広告欄からわかる。
1921年（大正10年）4月1日、ようやく大軌畝傍線の一部区間、西大寺-郡山間が開通した。これによって「郡山停留所（現近鉄郡山駅）」が開設され、これを祝う祝賀行事が行われた。当日は、郡山町民総出で三日間飲めや踊れの大騒ぎだったようで、この祝賀行事で花を添えた東岡町の芸妓衆は、花車に乗って町内の目抜き通りを練り歩いたという。
この大軌畝傍線の開通と及び郡山停留所開設により、1924年（大正13年）以降、郡山停留所東側にある現在の「銀座通り」付近から東岡町までが新地開発されることとなった。発起人は旧郡山藩士の子孫で、金魚養殖を近隣農家に普及活動を続けていた小松直之である。
これによって、それまで芸妓街として発展していた東岡町は、町の西側にあった金魚池や荒地に三階建遊廓建物を建て、娼妓のいる遊廓街として発展することとなった。この様子を、前述の水木十五堂は以下のように記している。
「14年一月清月楼開業翌月には、小松氏の錦水楼開業の運びに至り、今（昭和8年）は妓楼25軒、娼妓280人あり、数に於て洞泉寺木辻を凌駕し新開地気分を発揮して漸次盛況を呈してゐる。」

## 奈良県における公娼制度と税制
近代における公娼制度は各道府県によって違った方法がとられており、奈良県では、貸座敷は奈良県令「貸座敷営業取締規則」、娼妓は「娼妓取締規則施行細則」などが定められている。これらの取締りは奈良県警察署、東岡町は生駒郡郡山署が管轄している。各公認遊廓地では同業者組合が設けられ、それぞれ細かな規則が定められている。奈良県では娼妓稼契約は年期制がとられ、公認遊廓地域に集めた住込制（居稼ぎ）であった。娼妓は1926年（大正15年）7月31日までは、所属する廓から外に出ることは許されなかった。また、上方では娼妓の稼ぎ高を「玉代」とは言わずに「花代」という。1939年（昭和14年）の国税「遊興飲食税」が課税されるまで、花代には奢侈税として一定の金額以上に遊興税がかかっていた。これは時期によって異なるが花代の4〜8パーセントであった。その他、貸座敷及び娼妓には「賦金」という税金がかかる。これは明治初期から課せられている地方税で、貸座敷には、1931年（昭和6年）の段階で1軒につき月額2円70銭〜（30畳を基準に1畳超えるごとに加算）が課税され、娼妓には1人月額3円が課税されていた。同年の奈良県における娼妓数が680人であったことからも、公認遊廓地の税収が如何に大きなものであったかがわかる。

## 遺構等
東岡町遊廓及び、洞泉寺遊廓地域の遊廓建造物はここ数年解体が進んでおり、2024年（令和6年）には東岡町に残っていた象徴的な木造3階建ての建物につき倒壊の危険性があることから空き家対策特別措置法に基づく特定空き家に認定され、2024年（令和6年）10月15日より行政代執行で取り壊されることになった。これにより、2025年（令和7年）4月現在、新地開発時の三階建妓楼建造物は残り2棟となり、かつての歓楽街から住宅街へと、その土地利用目的が変容し、町の様子も一変した。